# 敬隐渔
敬隐渔（1901年—1930年？）是一位中国翻译家。

## 生平
1901年出生于四川遂宁一个中医家庭，父亲是医生，父母皆是是天主教徒。3岁时父亲去世，1911年母亲去世后被送至遂宁天主教堂，后入读成都的法文学校，师从邓茂德。1922年前往上海考入中法国立通惠工商学校，1923年开始在《创造社》上发表文章，并在郭沫若影响下开始翻译法国作家罗曼·罗兰的《约翰·克利斯朵夫》，罗曼·罗兰的回信被发表在《小说月报》上引起社会关注。1925年8月前往法国留学，他是第一位将鲁迅的《阿Q正传》翻译成法文的翻译家。1928年10月16日他通过了法语水平考试，被里昂中法大学录取。后来因为翻译遭受文坛争议，之后产生心理疾病。1929年11月5日被里昂中法大学开除，1930年1月回到上海，同年2月24日拜访鲁迅吃闭门羹。3月左右失踪，怀疑跳海自杀。

## 著作
- 《玛丽》，商务印书馆，1925年12月
- 《中国的文艺复兴和罗曼·罗兰的影响》，《欧洲》，1927年9月

## 译著
- 《阿Q正传》，鲁迅，《欧洲》，1926年5月至6月
- 《约翰·克里斯朵夫》，罗曼·罗兰，《小说月报》，1926年1月至3月
- 《中国现代短篇小说家作品选》，巴黎里厄戴尔书局，1929年3月